# Pikku Saarijärvi
Pikku Saarijärvi är en sjö i Finland. Den ligger i kommunen Kemijärvi i landskapet Lappland, i den norra delen av landet, 700 km norr om huvudstaden Helsingfors. Pikku Saarijärvi ligger 218,6 meter över havet. Den är 9,8 meter djup. Arean är 89,9 hektar och strandlinjen är 8,75 kilometer lång. Sjön  ingår i Kemi älvs huvudavrinningsområde. 